# Becca Buckalew
Becca Buckalew ist eine US-amerikanische Schauspielerin.

## Leben
Buckalew wuchs ländlich im Monterey County in Kalifornien auf. Sie machte einen Bachelor of Arts in Englisch und später einen Administration of Justice AA. Dabei merkte sie, dass sie sich lieber dem Schauspiel widmen wolle. Sie lernte am UCB, beim Improvisationstheater Groundlings und am Anthony Meindl's Actor Workshop das Schauspiel. Buckalew debütierte Mitte der 2010er Jahre in einigen Kurzfilmen als Filmschauspielerin. Von 2016 bis 2020 verkörperte sie die Rolle der Quinn in der Fernsehserie Medinah. 2018 übernahm sie im Kurzfilm Cole & Colette die weibliche, titelgebende Hauptrolle. 2020 war sie in Rollen in den Mockbustern Collision Earth – Game Over und In the Drift zu sehen.

## Filmografie
- 2015: Chimera (Kurzfilm)
- 2015: Beautiful Cynical Creatures (Kurzfilm)
- 2016: The Depot (Kurzfilm)
- 2016–2020: Medinah (Fernsehserie, 6 Episoden)
- 2017: One Last High (Kurzfilm)
- 2017: The Castro Vegas Show (Fernsehserie)
- 2017: Z Fever (Fernsehserie, Episode 1x04)
- 2017: Deadline: Crime with Tamron Hall (Fernsehserie, Episode 5x10)
- 2018: Life Line (Kurzfilm)
- 2018: Trying (Fernsehserie, Episode 1x07)
- 2018: Disappeared (Fernsehserie, Episode 9x08)
- 2018: Cole & Colette (Kurzfilm)
- 2018: Silence, Before Rain (Kurzfilm)
- 2018: Old Machine, New Machine (Kurzfilm)
- 2018: Meet Me (Mini-Serie)
- 2019: How to Get the Girl (Mini-Serie)
- 2019: Underdog
- 2019: Trauma Therapy
- 2019: The Hook Up
- 2019: Extreme Measures (Fernsehserie, Episode 2x05)
- 2020: The Manor (Kurzfilm)
- 2020: Collision Earth – Game Over (Collision Earth)
- 2020: In the Drift
- 2020: Bad President
- 2021: Recruiters – Mission First (Fernsehserie, 5 Episoden)
- 2022: Knock Knock (Kurzfilm)
- 2022: The Pact (Fernsehserie, 6 Episoden)
- 2022: Battle for Pandora